# Hřbitov Sitges
Hřbitov Sitges je hřbitov města Sitges, zahrnutý v soupisu architektonického dědictví Katalánska.

## Popis
Městský hřbitov Sitges přiléhá k zadní straně kaple sv. Sebastiána. Je nepravidelného půdorysu a kombinuje hroby se zahradní úpravou. K dispozici jsou výklenky, hrobky a mauzolea pro rodiny. Tyto pohřební památníky, v mnoha případech s velmi zajímavými skulpturami, jsou většinou ve stylu 19. století a modernistické.

## Historie
Starý hřbitov byl umístěn v Sitges v těsné blízkosti farního kostela. V roce 1773 biskup z Barcelony, u příležitosti návštěvy města, rozhodl přenést hřbitov na jiné místo. Po několika letech se výstavba nového hřbitova stala nutnou po zákazu hřbitovů uvnitř měst. Nový hřbitov byl otevřen roku 1814. V 19. a 20. století byly prováděny různé renovace a rozšíření. V současné době je hřbitov už příliš malý.
pohřbení
- Arcadi Mas i Fondevila (Gràcia, Barcelona, 1852 – Sitges, 1934), malíř
- Miquel Utrillo i Morlius (Barcelona, 1862 - Sitges, 1934), malíř
- Joaquim Sunyer i de Miró (Sitges, 1874 - Barcelona, 1956), malíř
- Pere Jou i Francisco (Gràcia, Barcelona, 1891 – Sitges, 1964), sochař
- Alfred Sisquella i Oriol (Barcelona, 1900 – Sitges, 1964), malíř
- Emili Grau i Sala (Barcelona, 1911 — 1975), malíř
- Ángeles Santos Torroella (Portbou, Alt Empordà, 1911 – Madrid, 2013), malířka

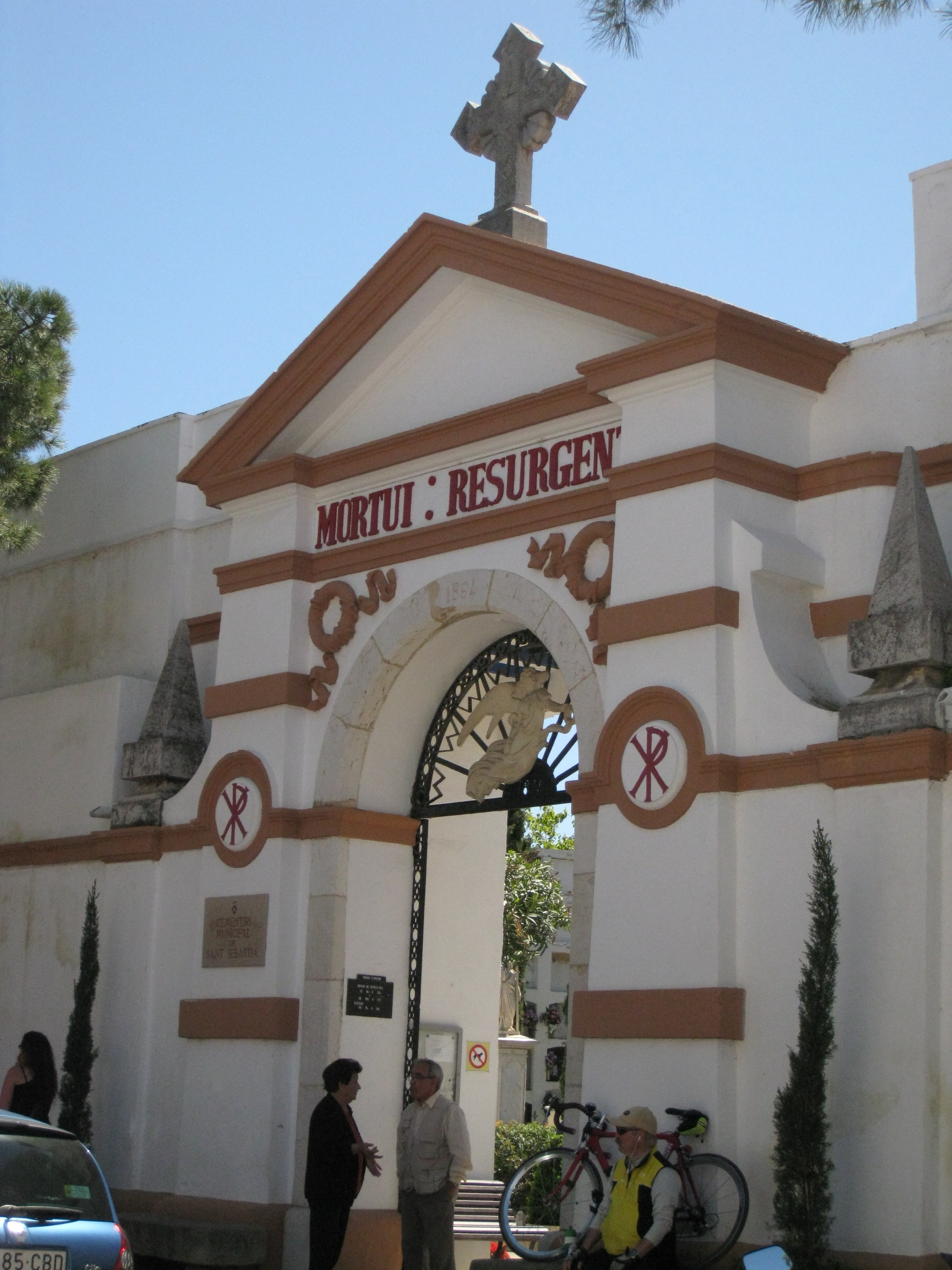
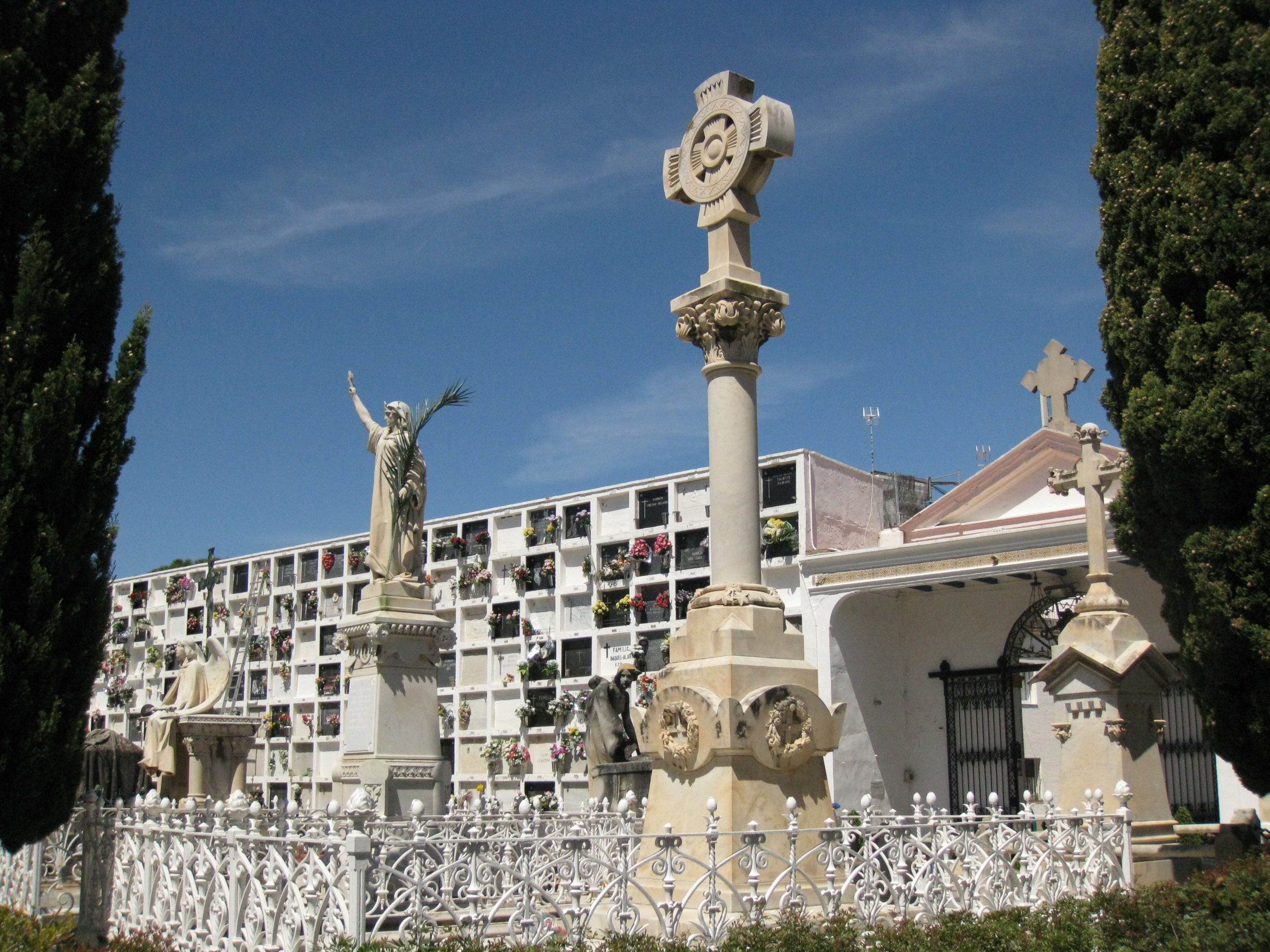
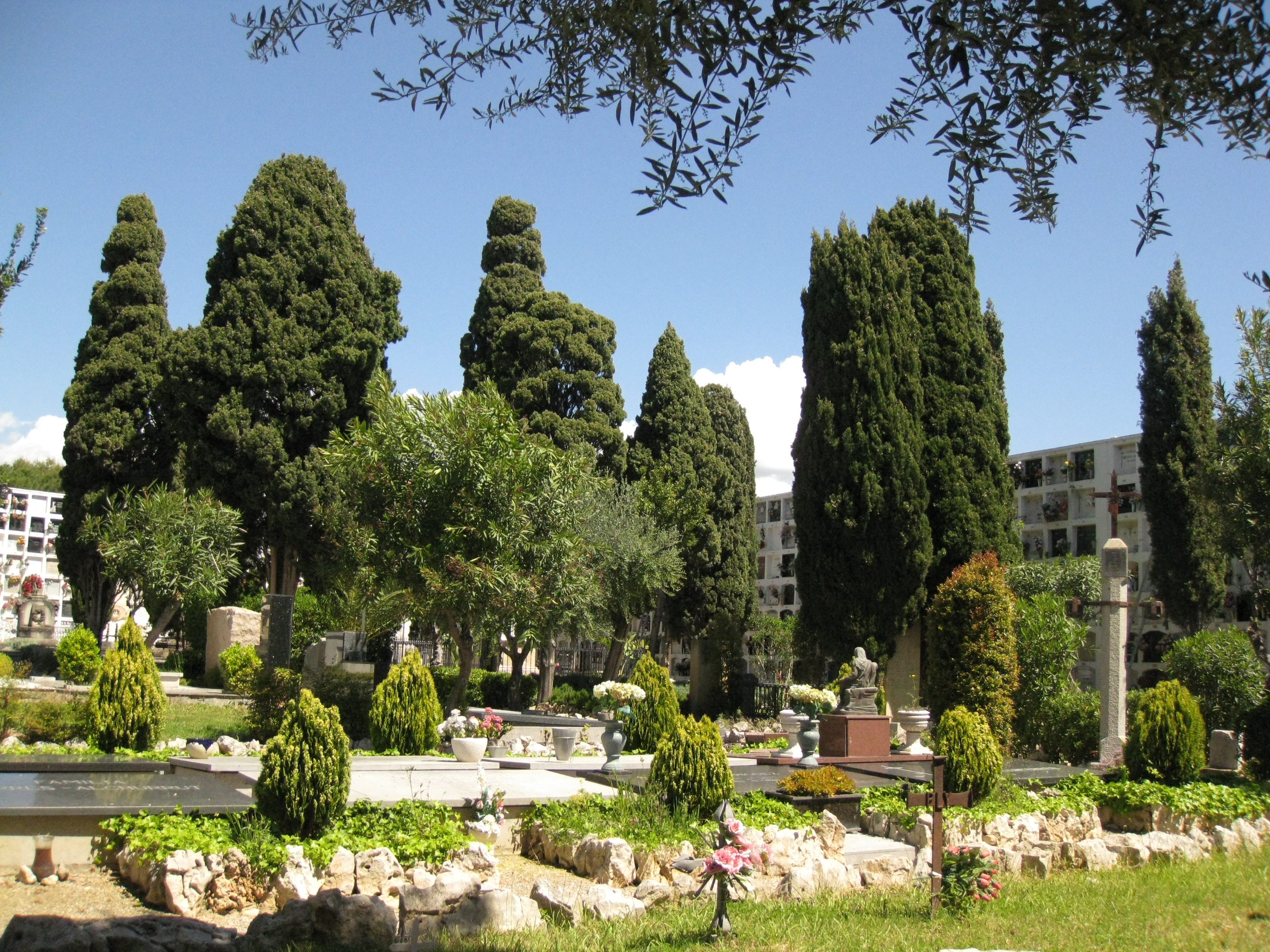
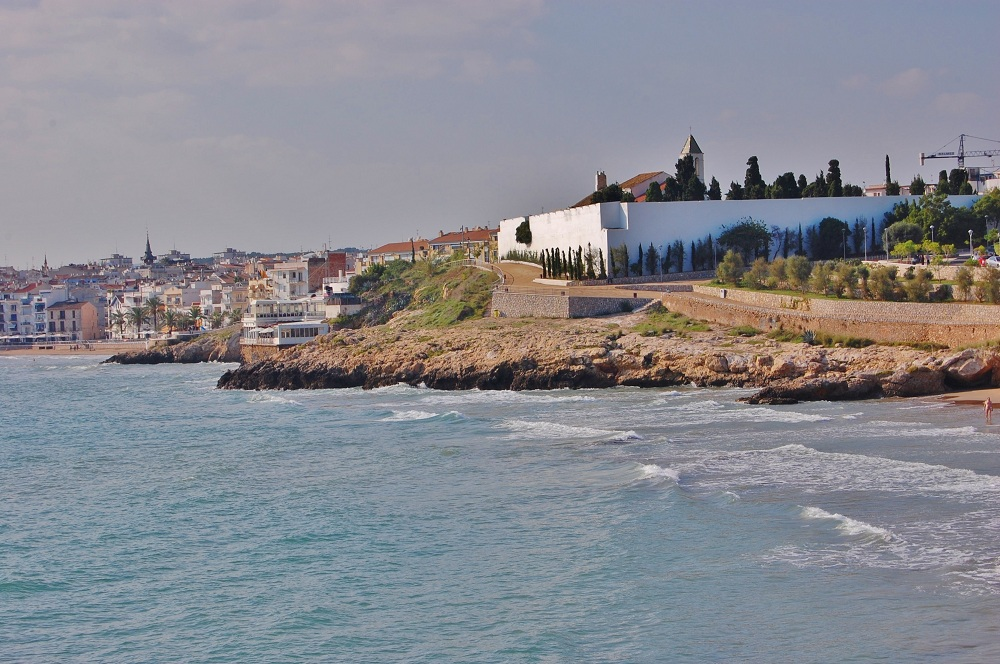